# Velyka Berezovytsia
Velyka Berezovytsia (ukrainien : Велика Березовиця) est une commune urbaine de l'oblast de Ternopil, en Ukraine. Elle compte 8 555 habitants en 2021.

## Lieux culturels

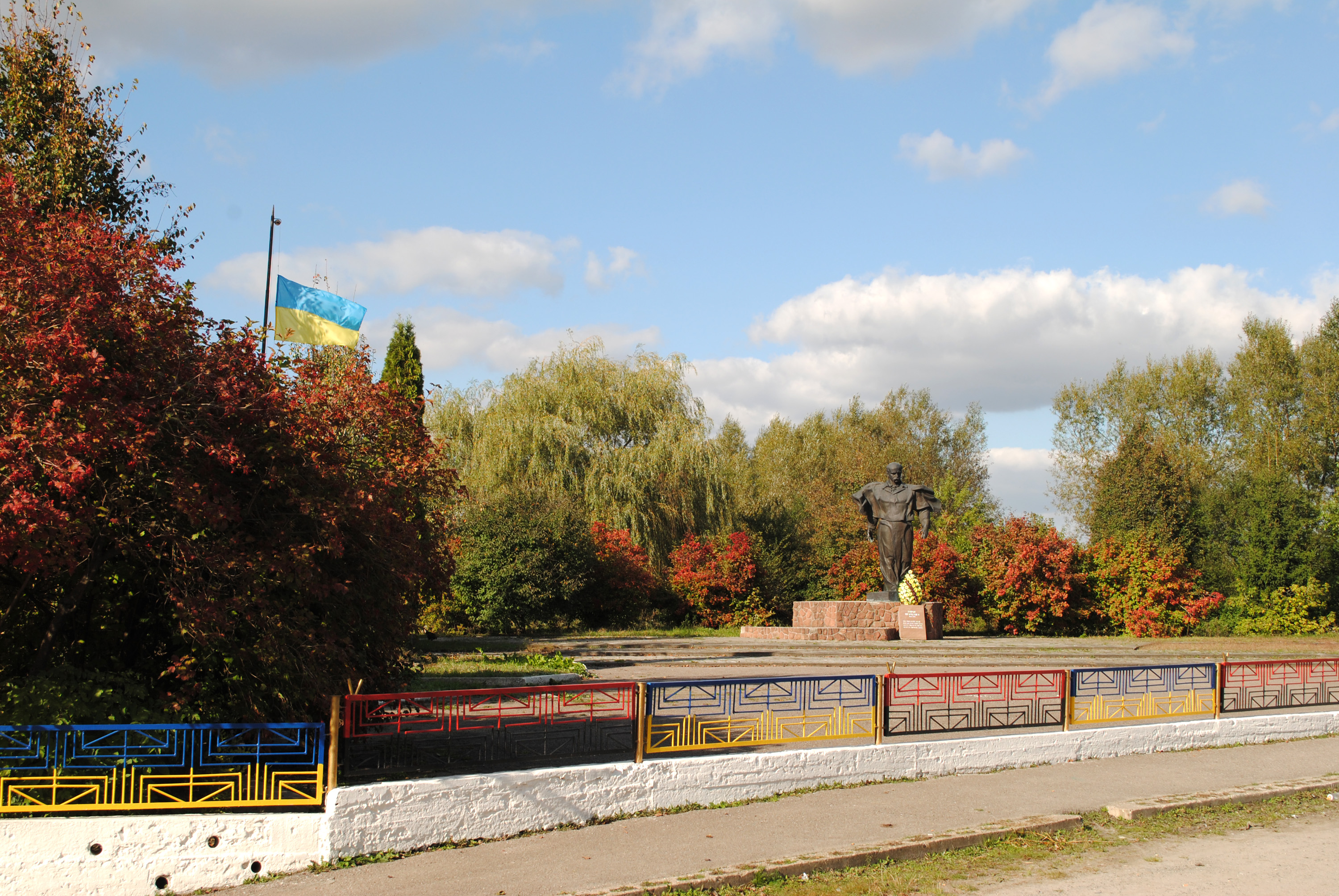
Buste de Taras Chevtchenko, classé[2],
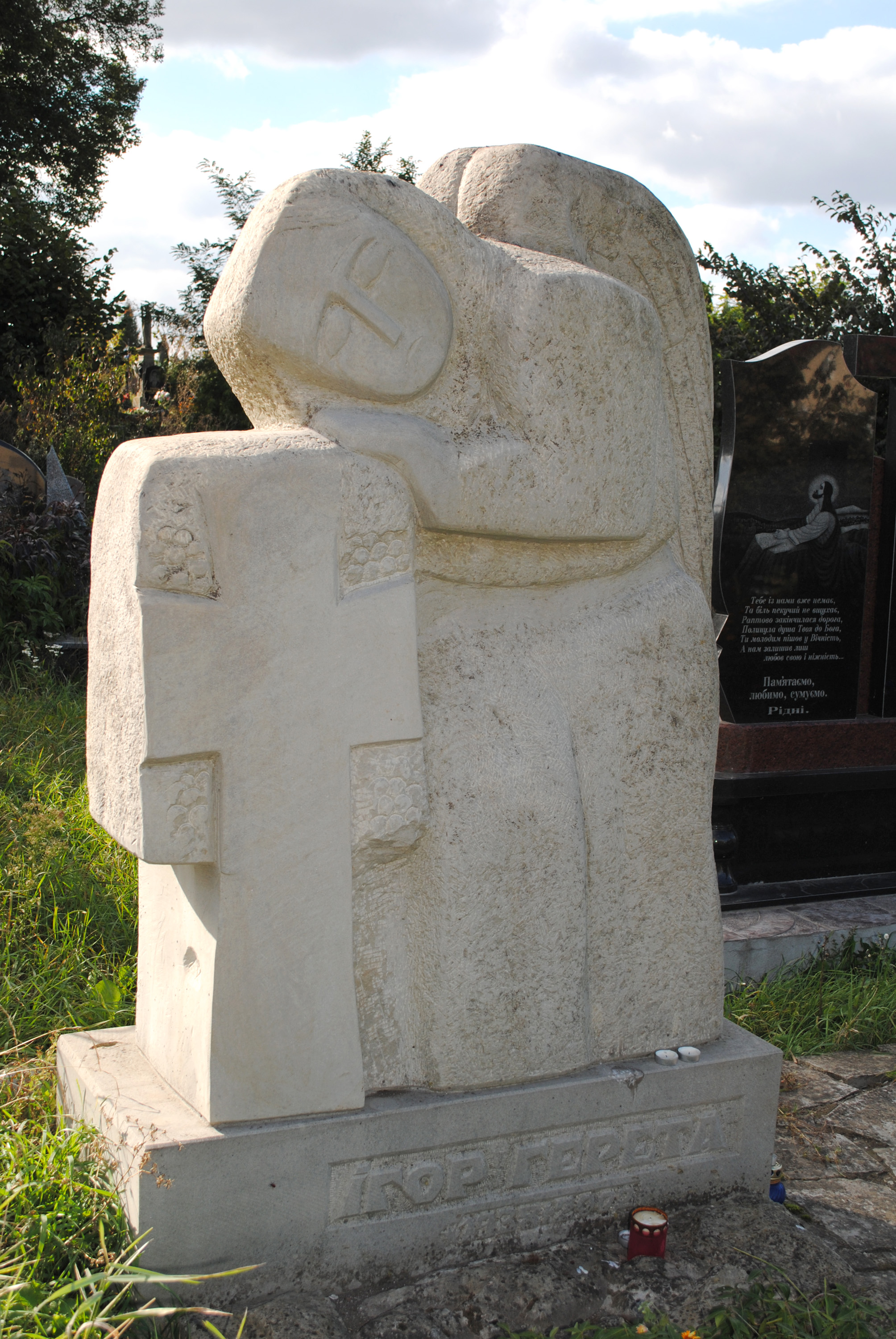
tombes de la famille Gereta , classées[3],
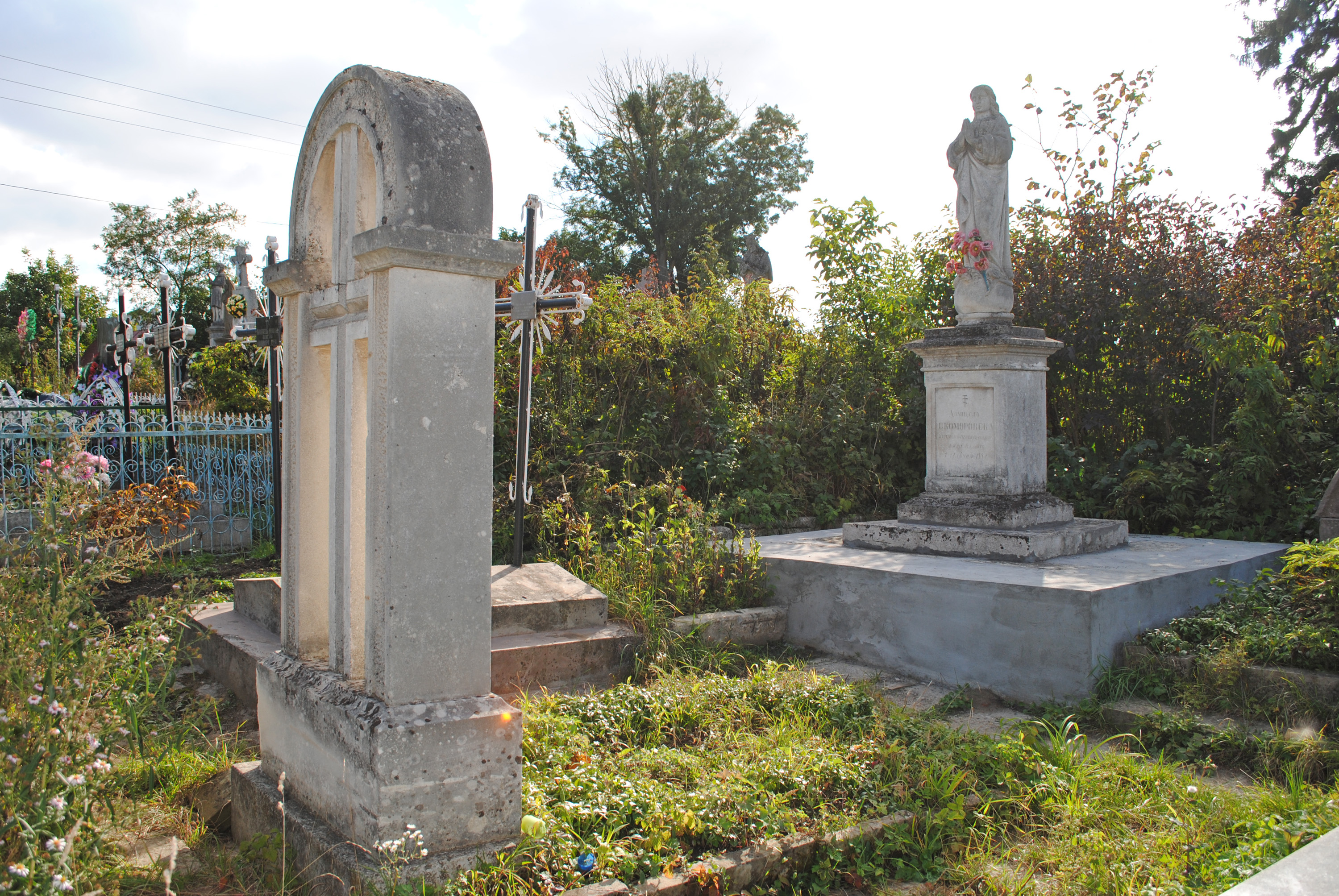
à Velyka Berezovytsia, classées[4],
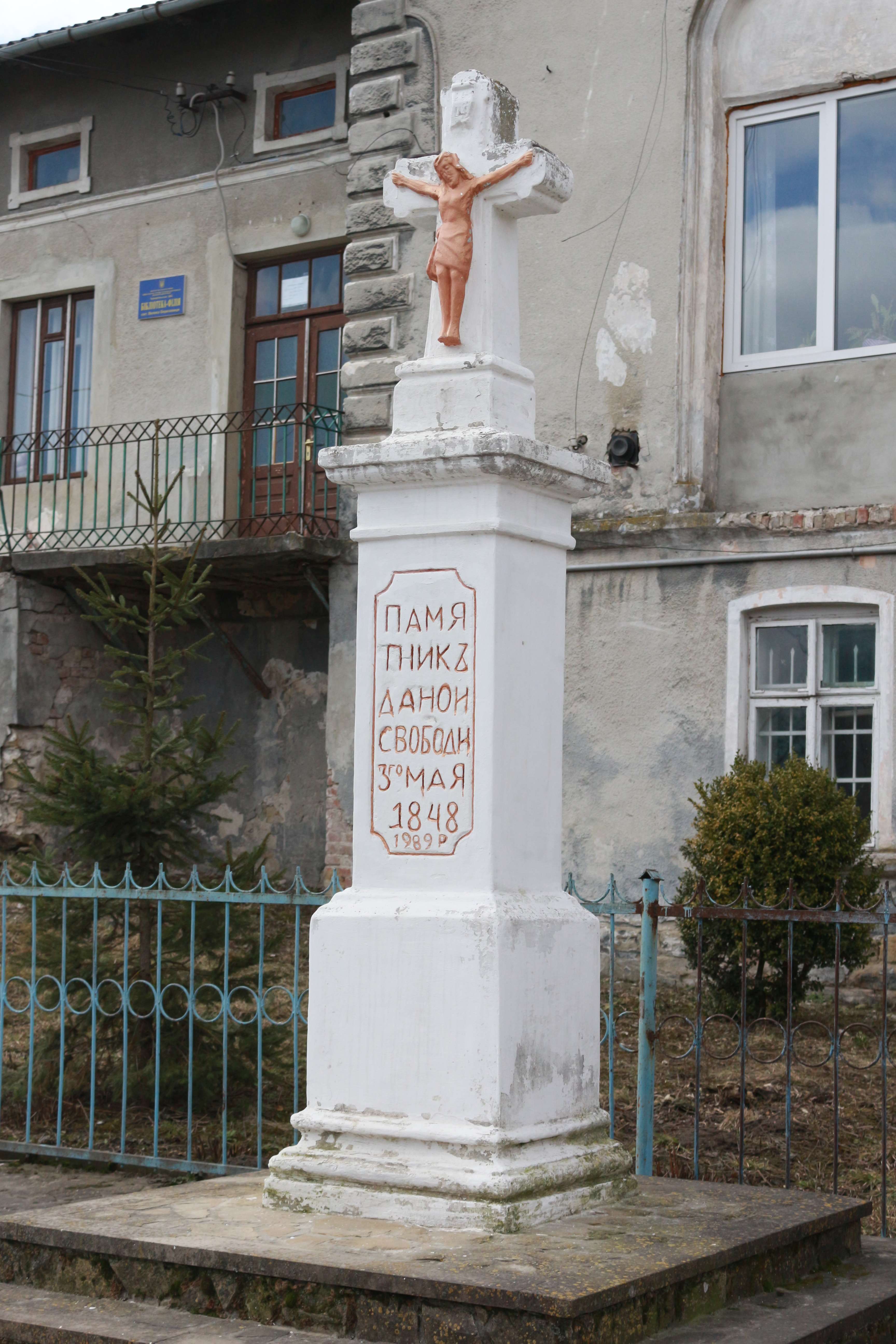
croix mémorail, classé[5].